# Serica mystaca
Serica mystaca är en skalbaggsart som beskrevs av Dawson 1922. Serica mystaca ingår i släktet Serica och familjen Melolonthidae. Inga underarter finns listade i Catalogue of Life.